# Glenn Morris
Glenn Edward Morris (Saint Louis, 18 juni 1912 – Burlingame, 31 januari 1974) was een Amerikaanse meerkamper, die in een hele korte tijd carrière maakte. Hij nam deel aan drie tienkampen, die hij alle drie won, inclusief de laatste van die serie: de tienkamp op de Olympische Spelen van 1936 in Berlijn.

## Biografie

### Multitalent
Glenn Morris kwam uit een gezin met in totaal zeven kinderen dat, toen Glenn drie jaar oud was, naar Simla verhuisde. Al vroeg bleek hij geïnteresseerd in sportieve uitdagingen. Zo liep hij vaak hard naar school in plaats van de schoolbus te nemen. Ook knutselde hij, bij gebrek aan een atletiekaccommodatie, een ver- en hoogspringbak in elkaar, en iets wat op horden leek. Op Simla High School blonk Morris uit in alles wat hij aanpakte, en niet alleen op sportief gebied. Hij deed mee aan het schooltoneel, was actief in de schoolraad en fungeerde in zijn laatste jaar, 1930, als hoofdredacteur van de schoolkrant. Tijdens een high school-atletiekontmoeting dat jaar bleek zijn multitalent pas goed: hij werd eerste op zes nummers en brak schoolrecords op hoog en discus.

### OS in Berlijn, hét grote doel
Na zijn high school ging Morris studeren aan het Colorado State College in Fort Collins, waar hij onder de hoede kwam van football- en atletiekcoach Harry Hughes. Deze realiseerde zich onmiddellijk, dat hij een ruwe diamant in de schoot geworpen had gekregen. Aanvankelijk concentreerde Morris zich vooral op de horden, maar nadat hij in 1935 had deelgenomen aan de Kansas Relays en daar kennismaakte met de tienkamp, had hij zijn bestemming gevonden. Vanaf dat moment besteedde Morris al zijn energie aan de training. Hij moest en zou deelnemen aan de Olympische Spelen in Berlijn, een jaar later.

### Drie tienkampen, twee wereldrecords, één olympische titel
In het voorjaar van 1936 nam Morris tijdens de Kansas Relays deel aan zijn eerste tienkamp en met een score van 7576 punten (7109 punten volgens de huidige telling) won hij deze gelijk met overmacht. Hiermee plaatste hij zich voor de olympische trials op 5 en 6 juni in Milwaukee, waar hij met 7880 punten (7213 punten volgens de huidige telling) een nieuw wereldrecord vestigde.
In Duitsland raakt Morris onder de indruk van de grote belangstelling die er voor de tienkamp is. In een brief aan George Whitman van de Denver Athletic Club schrijft hij: 'De mensen in Duitsland beschouwen tienkampers als de beste atleten, dus ik ben hier het doelwit van handtekeningenjagers en filmcamera’s.' Een van die filmers is Leni Riefenstahl, druk bezig om het hele olympische gebeuren in Berlijn in een Olympia-film vast te leggen. Zij is direct onder de indruk van de atletische Amerikaan, die zij tijdens zijn olympische tienkamp en ook nog daarna uitgebreid filmt.
Op vrijdag 7 augustus 1936 gaat de tienkamp van start met in totaal achtentwintig deelnemers uit zeventien landen. Glenn Morris staat na de eerste dag tweede met twee punten achterstand op zijn landgenoot Robert Clark, onder meer doordat hij op het slotnummer van de eerste dag, de 400 m, een sensationele 49,4 s loopt. Op de tweede dag neemt hij direct na de 110 m horden (14,9) de leiding over. Als pas anderhalf uur na afloop van het speerwerpen (als gevolg van een demonstratie van de Hitlerjugend) de 1500 m van start gaat, heeft Morris zicht op verbetering van het wereldrecord. Door een eindtijd van 4.33,3 op de klokken te brengen, slaagt hij hierin. Hij scoort 7900 punten (7254 punten volgens de huidige telling). Zelfs Hitler is onder de indruk. Volgens de Denver Post bleef Hitler, die doorgaans in het begin van de avond het stadion verliet, die 'zaterdag om 20.19 uur kijken hoe Morris de meest opmerkelijke demonstratie van atletisch vermogen ten beste gaf, ooit door een mens volbracht.' Even later mag Eva Braun, net als Morris 24 jaar oud, de lauwerkrans op het hoofd van de superieure winnaar drukken.

### Kort, maar heftig
Leni Riefenstahl zou later in haar Memoiren schrijven, dat zij heftige gevoelens bij zichzelf had voelen opkomen, toen ze met Morris kennismaakte. Na de ceremonie protocollaire, die plaatsvond in een al aardig donker geworden stadion, zou Glenn Morris op haar zijn afgestapt en haar, toen zij hem met zijn overwinning feliciteerde, in zijn armen hebben genomen, haar blouse naar beneden hebben getrokken en haar, midden in het stadion, voor 100.000 toeschouwers, op haar borsten hebben gekust. Hierna zou er tussen het tweetal een korte, maar heftige liefdesrelatie zijn opgebloeid, die eindigde met de terugtocht van Morris naar de Verenigde Staten.
Richard Mandell, auteur van The Nazi Olympics, gelooft niets van het hele verhaal. 'Ik heb er nooit iets over gehoord. Riefenstahl loog over alles wat er tijdens het naziregime met haar gebeurde.' Eleanor Holm, in 1932 olympisch kampioene op de 100 m rugslag, vond het een ronduit belachelijk idee. 'Glenn was een saaie plattelandsjongen. Als hij Riefenstahl in het stadion zo brutaal had benaderd als zij schrijft, zou het met grote koppen in alle kranten hebben gestaan!'

### Van alles wat
In Denver wachtte Morris na zijn terugkeer een groots onthaal. Hij werd overstroomd met aanbiedingen voor commercials, en ook Hollywood stond al gauw op de stoep. Korte tijd later kreeg hij de hoofdrol in de Tarzanfilm Tarzan’s Revenge. Zijn tegenspeelster: Eleanor Holm. De film ging op 7 januari 1938 in première en werd geen succes. Morris, die immers nooit op een rol als acteur was voorbereid, werd een overdreven vorm van acteren verweten. Het bleef dan ook bij deze ene acteerprestatie. Later speelde Morris enige tijd semi-professioneel football bij de Hollywood Bears. Na zijn scheiding van Charlotte Edwards, met wie hij slechts korte tijd getrouwd is geweest, keerde hij terug naar Colorado en werkte hij enkele jaren als verzekeringsagent. Een kans om het bij de Detroit Lions van de National Football League te proberen, liep door een gebroken been in de eerste de beste wedstrijd op niets uit.

### Laatste dertig jaar
Op 5 oktober 1942 werd Glenn Morris bij de marine ingelijfd, waarna hij onder meer actief was in de Grote Oceaan. Toen hij vijf jaar later de dienst verliet, was hij grijs geworden en begonnen te roken. Met diverse militaire onderscheidingen op zak had hij daarna in Californië het ene baantje na het andere. Hij deed iets in de bouw, werkte in de jaren vijftig enige tijd voor de Atomic Energy Commission en later als constructiewerker en in de beveiliging. Hij hertrouwde, maar ook dit huwelijk strandde. De laatste tien jaren van zijn leven bracht hij veel tijd door in een kliniek voor veteranen in Palo Alto (Californië). Hij voelde zich zowel fysiek als psychisch vaak niet in orde, en was inmiddels zwaar gaan roken.
Op zijn zestigste werd Morris ernstig ziek. Hij had een vergroot hart, last van hoge bloeddruk, bronchitis en hartfalen. Ten slotte overleed hij op 61-jarige leeftijd. Volgens Glenns broer Jack dacht hij later nog vaak aan Leni Riefenstahl. 'Hij heeft me een keer verteld, weet je, ik had bij Leni in Duitsland moeten blijven. Dat is de grootste fout van mijn leven geweest.'

## Titels
- Olympisch kampioen tienkamp - 1936
- Amerikaans kampioen tienkamp - 1936

## Persoonlijke records
| Onderdeel    | Prestatie | Jaar |
| ------------ | --------- | ---- |
| 100 m        | 10,6 s    | 1936 |
| 400 m        | 49,4 s    | 1936 |
| 110 m horden | 14,6 s    | 1936 |
| 400 m horden | 54,4 s    | 1934 |
| verspringen  | 6,97 m    | 1936 |
| kogelstoten  | 14,45 m   | 1936 |
| discuswerpen | 43,10 m   | 1936 |
| speerwerpen  | 56,06 m   | 1936 |
| tienkamp     | 7254 p    | 1936 |

## Palmares

### tienkamp
- 1936:  Amerikaanse kamp. - 7880 p
- 1936:  OS - 7900 p

1904: Tom Kiely ·
1912: Jim Thorpe ·
1920: Helge Løvland ·
1924: Harold Osborn ·
1928: Paavo Yrjölä ·
1932: James Bausch ·
1936: Glenn Morris ·
1948: Bob Mathias ·
1952: Bob Mathias ·
1956: Milt Campbell ·
1960: Rafer Johnson ·
1964: Willi Holdorf ·
1968: Bill Toomey ·
1972: Nikolaj Avilov ·
1976: Bruce Jenner ·
1980: Daley Thompson ·
1984: Daley Thompson ·
1988: Christian Schenk ·
1992: Robert Změlík ·
1996: Dan O'Brien ·
2000: Erki Nool ·
2004: Roman Šebrle ·
2008: Bryan Clay ·
2012: Ashton Eaton ·
2016: Ashton Eaton ·
2020: Damian Warner ·
2024: Markus Rooth
- Biblioteca Nacional de España: XX1691441
- Bibliothèque nationale de France: cb14692422h (data)
- Gemeinsame Normdatei: 129843237
- International Standard Name Identifier: 0000 0000 6323 0736
- Library of Congress Control Number: n92054773
- Istituto Centrale per il Catalogo Unico: LIGV123236
- SNAC: w6bh5q14
- Système universitaire de documentation: 244400814
- Trove: 810391
- Virtual International Authority File: 45392873
- WorldCat: E39PBJmXPrRKG7JjgB34rKqJDq